# 大堡乡
大堡乡，是中华人民共和国湖南省衡陽市常宁市下辖的一个乡镇级行政单位。

## 行政区划
大堡乡下辖以下地区：
大堡社区、省胜村、排山村、檀山村、东风村、新立村、元目村、永安村、泥冲村、高岭村、桥头村、联丰村、丰胜村、永红村、到湖村、大堡村、寨子坑村、高竹村、玉荷村、培龙村、石江口村、枫林村、枫树村、龙凤村、麻洲村、深水村、乔木村、三黄村、复兴村和双音村。